# Adoração dos Reis Magos (Rubens, Madrid)
A Adoração dos Reis Magos é uma grande pintura a óleo do pintor barroco flamengo Peter Paul Rubens. Ele a pintou pela primeira vez em 1609 e mais tarde deu-lhe uma grande reformulação entre 1628 e 1629 durante sua segunda viagem à Espanha. Está agora no Museu do Prado, em Madrid.
É uma das muitas obras sobre o assunto de Rubens - outras incluem as de 1616-17 e 1624.

## Temática
A Adoração dos Reis Magos (do título da seção em latim da Vulgata, A Magis adoratur) é o nome tradicionalmente dado ao tema cristão parte da Natividade, no qual os três reis magos, representados como reis vindos do oriente, tendo encontrado Jesus ao seguir a estrela de Belém, colocam aos pés do Menino Jesus presentes de ouro, incenso e mirra. Eles também o adoram como "rei dos judeus". Este evento foi relatado no Evangelho de Mateus .